# گمینا ویشلیتسا
گمینا ویشلیتسا (به لهستانی:  Gmina Wiślica) یک گمینا در لهستان است که در شهرستان بوسکو واقع شده‌است. گمینا ویشلیتسا ۱۰۰٫۵۸ کیلومتر مربع مساحت و ۵٬۶۹۰ نفر جمعیت دارد.